# Kvegerö
Kvegerö är en tätort i  Nyköpings kommun i Södermanlands län med en mindre del i Gnesta och Trosa kommuner. Den omfattar bebyggelse mellan Länsväg 224 och E4:an,  nästan 3 mil nordost om Nyköping. Före 2015 var bebyggelsen klassad som en småort som var benämnd Granlund och Kvarnsjön, där den norra delen "Kvarnsjön" i Gnesta kommun bara till en mindre del ingick i småorten 2005 och 2010. Sedan 2015 ingår dock hela området Kvarnsjön.

## Befolkningsutveckling
| Befolkningsutvecklingen i Kvegerö 2015–2020                                            | Befolkningsutvecklingen i Kvegerö 2015–2020 | Befolkningsutvecklingen i Kvegerö 2015–2020 | Befolkningsutvecklingen i Kvegerö 2015–2020 | Befolkningsutvecklingen i Kvegerö 2015–2020 |
| -------------------------------------------------------------------------------------- | ------------------------------------------- | ------------------------------------------- | ------------------------------------------- | ------------------------------------------- |
|                                                                                        |                                             |                                             |                                             |                                             |
| År                                                                                     |                                             |                                             | Folkmängd                                   | Areal (ha)                                  |
| 2015                                                                                   | 2015                                        |                                             | 209                                         | 210                                         |
| 2018                                                                                   | 2018                                        |                                             | 229                                         | 210                                         |
| 2020                                                                                   | 2020                                        |                                             | 224                                         | 209                                         |
| Anm.: ny tätort 2015, var före dess en småort som 2010 hade 200 invånare på 173 hektar |                                             |                                             |                                             |                                             |